# 베이징 지하철 바퉁선
베이징 지하철 바퉁선(중국어 간체자: 北京地铁八通线, 병음: Běijīng dìtiě bātōng xiàn 팔통선[*])은 베이징 지하철 1호선의 연장선으로 〈쓰후이〉(중국어: 四惠)에서 시작하여 〈투차오〉(중국어 간체자: 土桥)까지 운행되는 전체 길이 21.5km의 13개 역을 가진 지하철로, ■색을 가진다.

## 개요
1호선의 동쪽 연장선으로 〈쓰후이 역〉(중국어: 四惠)~〈쓰후이 동역〉(중국어 정체자: 四惠東) 간은 1호선과 같이 운행하며, 중복 구간이 되고 있다. 신호 체계가 다르기 때문에, 1호선과는 상호 직통 운전을 하고 있지 않으며 별도의 운임체계를 따른다. 스후이에서 바리차오(중국어 정체자: 八里橋)까지의 구간에는 바로 옆에 도시 간선도로인 〈징퉁쾌속로〉(중국어: 京通快速路)가 있어 312, 322, 938번 계열 등의 많은 버스 노선이 병행 운행되고 있다.

## 역 목록
| 역번호 | 역이름         | 중문명     | 영문명                   | 환승역 |
| ------ | -------------- | ---------- | ------------------------ | ------ |
| BT01   | 쓰후이         | 四惠站     | Sihui                    | ■1호선 |
| BT02   | 쓰후이 동      | 四惠东站   | Sihui East               | ■1호선 |
| BT03   | 가오베이뎬     | 高碑店站   | Gaobeidian               |        |
| BT04   | 촨메이 대학    | 传媒大学站 | Communication University |        |
| BT05   | 솽차오         | 双桥站     | Shuangqiao               |        |
| BT06   | 관좡           | 管庄站     | Guanzhuang               |        |
| BT07   | 바리차오       | 八里桥站   | Baliqiao                 |        |
| BT08   | 퉁저우베이위안 | 通州北苑站 | Tongzhoubeiyuan          |        |
| BT09   | 궈위안         | 果园站     | Guoyuan                  |        |
| BT10   | 주커수         | 九棵树站   | Jiukeshu                 |        |
| BT11   | 리위안         | 梨园站     | Liyuan                   |        |
| BT12   | 린허리         | 临河里站   | Linheli                  |        |
| BT13   | 투차오         | 土桥站     | Tuqiao                   |        |

## 특징
- 노선길이(영업구간): 18.9km
- 표준궤도간격: 1435mm
- 역수: 13개 역
- 복선구간: 전 노선
- 전기구간: 전 노선(직류 750V 제3궤조 방식)
- 지상구간: 전 노선
- 주행방향: 우측통행

## 연혁
- 2003년 12월 27일 : 쓰후이 역(중국어: 四惠站 ～ 투차오 역(중국어 간체자: 土桥站) 개통.
- 2021년 8월 29일 : 베이징 지하철 1호선과 직결 운행 실시.

## 차량
6량이 편성된다.
- SFX01형
- SFX02형
- SFM07형

### 과거 차량
- DK3형
- DK16형

## 같이 보기
- 베이징 지하철
- 베이징 지하철 1호선